# C-VM i håndbold 1984 (mænd)
C-Verdensmesterskabet i håndbold for mænd 1984 var det femte C-VM i håndbold for mænd, og turneringen med deltagelse af tolv hold afvikledes i Italien i perioden 2. – 11. februar 1984. Turneringen fungerede som kvalifikation til B-VM 1985, og holdene spillede om fem ledige pladser ved B-VM.
Turneringen blev vundet af Bulgarien, som sammen med Finland, Holland, Israel og Italien kvalificerede sig til B-VM.

## Resultater
De tolv deltagende hold var inddelt i to grupper med seks hold i hver, og i hver gruppe spillede holdene en enkeltturnering alle-mod-alle. De to gruppevindere gik videre til finale, og toerne gik videre til bronzekampen. Treerne spillede videre i kampen om 5.-pladsen og den sidste plads ved B-VM, mens firerne spillede om 7.-pladsen, femmerne om 9.-pladsen og sekserne om 11.-pladsen.

### Indledende runde

#### Gruppe A
| Dato | Kamp                 | Res.  | Pause | Spillested |
| ---- | -------------------- | ----- | ----- | ---------- |
| 2.2. | Italien – Finland    | 27–30 |       | Napoli     |
| 2.2. | Israel – Luxembourg  | 24–15 |       |            |
| 2.2. | Belgien – Irland     | 59–90 |       |            |
| 4.2. | Finland – Israel     | 25–24 |       | Scafati    |
| 4.2. | Belgien – Luxembourg | 20–17 |       |            |
| 4.2. | Italien – Irland     | 50–50 |       | Caserta    |
| 5.2. | Italien – Belgien    | 21–14 |       | Scafati    |
| 5.2. | Israel – Irland      | 62–30 |       |            |
| 5.2. | Luxembourg – Finland | 24–21 |       |            |
| 7.2. | Israel – Italien     | 26–22 |       | Napoli     |
| 7.2. | Finland – Belgien    | 32–20 |       |            |
| 7.2. | Luxembourg – Irland  | 55–50 |       |            |
| 8.2. | Israel – Belgien     | 22–21 |       |            |
| 8.2. | Italien – Luxembourg | 25–19 |       | Caserta    |
| 8.2. | Finland – Irland     | 61–40 |       | Scafati    |

| Gruppe     | Kampe | Mål     | Point |
| ---------- | ----- | ------- | ----- |
| Finland    | 5     | 169-990 | 8     |
| Israel     | 5     | 158-860 | 8     |
| Italien    | 5     | 145-940 | 6     |
| Luxembourg | 5     | 130-990 | 4     |
| Belgien    | 5     | 134-101 | 4     |
| Irland     | 5     | 030-287 | 0     |

#### Gruppe B
| Dato | Kamp                       | Res.  | Pause | Spillested |
| ---- | -------------------------- | ----- | ----- | ---------- |
| 2.2. | Holland – Færøerne         | 24–12 |       |            |
| 2.2. | Østrig – Storbritannien    | 32–12 | 17-50 | Brixen     |
| 2.2. | Bulgarien – Tyrkiet        | 23–18 |       |            |
| 4.2. | Holland – Storbritannien   | 22–13 | 11-70 | Rovereto   |
| 4.2. | Bulgarien – Færøerne       | 28–20 | 14-14 |            |
| 4.2. | Østrig – Tyrkiet           | 24–24 | 12-11 | Brixen     |
| 5.2. | Bulgarien – Østrig         | 18–13 | 7-8   | Rovereto   |
| 5.2. | Holland – Tyrkiet          | 22–15 | 12-70 | Brixen     |
| 5.2. | Storbritannien – Færøerne  | 21–19 |       |            |
| 7.2. | Færøerne – Tyrkiet         | 16–15 |       |            |
| 7.2. | Holland – Østrig           | 12–12 | 7-6   | Brixen     |
| 7.2. | Bulgarien – Storbritannien | 38–13 |       |            |
| 8.2. | Bulgarien – Holland        | 20–20 |       |            |
| 8.2. | Østrig – Færøerne          | 26–19 | 15-90 | Rovereto   |
| 8.2. | Tyrkiet – Storbritannien   | 25–15 |       |            |

| Gruppe         | Kampe | Mål     | Point |
| -------------- | ----- | ------- | ----- |
| Bulgarien      | 5     | 127-840 | 9     |
| Holland        | 5     | 100-720 | 8     |
| Østrig         | 5     | 107-85  | 6     |
| Tyrkiet        | 5     | 097-100 | 3     |
| Storbritannien | 5     | 074-136 | 2     |
| Færøerne       | 5     | 086-114 | 2     |

### Placeringskampe
| Dato                | Kamp                     | Res.                | Pause               | Spillested          |
| Kamp om 11.-pladsen | Kamp om 11.-pladsen      | Kamp om 11.-pladsen | Kamp om 11.-pladsen | Kamp om 11.-pladsen |
| ------------------- | ------------------------ | ------------------- | ------------------- | ------------------- |
| 11.2.               | Færøerne – Irland        | 43–80               |                     |                     |
| Kamp om 9.-pladsen  |                          |                     |                     |                     |
| 11.2.               | Belgien – Storbritannien | 27–20               |                     |                     |
| Kamp om 7.-pladsen  |                          |                     |                     |                     |
| 11.2.               | Tyrkiet – Luxembourg     | 29–24               |                     |                     |
| Kamp om 5.-pladsen  |                          |                     |                     |                     |
| 11.2.               | Italien – Østrig         | 25–21               | 15-9                | Scafati             |
| Bronzekamp          |                          |                     |                     |                     |
| 11.2.               | Holland – Israel         | 22–19               |                     |                     |
| Finale              |                          |                     |                     |                     |
| 11.2.               | Bulgarien – Finland      | 25–19               |                     | Rom                 |

### Samlet rangering
| Samlet rangering | Samlet rangering |
| ---------------- | ---------------- |
| 1.               | Bulgarien        |
| 2.               | Finland          |
| 3.               | Holland          |
| 4.               | Israel           |
| 5.               | Italien          |
| 6.               | Østrig           |
| 7.               | Tyrkiet          |
| 8.               | Luxembourg       |
| 9.               | Belgien          |
| 10.              | Storbritannien   |
| 11.              | Færøerne         |
| 12.              | Irland           |